# Villarejo (La Rioja)
Villarejo és un municipi de La Rioja, a la regió de la Rioja Alta. Pertany a la comarca de Nájera i s'ubica a la vall del riu Tuerto, a cavall entre la Serra de la Demanda i la depressió de l'Ebre.

## Història
Data la primera cita documental de la vila de l'any 1311, al concedir-li un privilegi Ferran IV de Lleó i Castella, que confirmaria el seu fill Alfons XI de Castella en la ciutat de Burgos el 10 de juny de 1315. Consistia la prerrogativa a eximir a quatre veïns de la localitat del pagament de qualsevol pit, servei real o tribut, excepte la moneda forera que havien d'abonar cada set anys. Poble de reialenc, en el segle xvi comptava – segons s'establix en el cens de la corona de Castella – amb 24 veïns; això és, 120 habitants. Va formar part de la província de Burgos fins a la creació de la província de Logronyo per Reial decret de 30 de novembre de 1833.

## Economia
Bàsicament agrària, amb cultius de cereal i patata. La recent construcció d'una bassa d'enormes proporcions facilita la millora de les explotacions. Extensa massa arbòria, de fageda i roureda, amb aprofitaments forestals mitjançant la subhasta de les seves benvolgudes fustes. Alguns veïns es desplacen diàriament a llocs de treball de localitats properes.